# Liste des médaillés aux Jeux olympiques d'hiver de 2002
Cet article liste les athlètes ayant remporté une médaille aux Jeux olympiques d'hiver de 2002 à Salt Lake City aux États-Unis du 8 au 24 février 2002.

## Biathlon
| Épreuves                              | Or                                                                         | Argent                                                                                | Bronze                                                                   |
| ------------------------------------- | -------------------------------------------------------------------------- | ------------------------------------------------------------------------------------- | ------------------------------------------------------------------------ |
| Hommes                                |                                                                            |                                                                                       |                                                                          |
| 10 km sprint résultats détaillés      | Ole Einar Bjørndalen (NOR)                                                 | Sven Fischer (GER)                                                                    | Wolfgang Perner (AUT)                                                    |
| Poursuite 12,5 km résultats détaillés | Ole Einar Bjørndalen (NOR)                                                 | Raphaël Poirée (FRA)                                                                  | Ricco Groß (GER)                                                         |
| 20 km individuel résultats détaillés  | Ole Einar Bjørndalen (NOR)                                                 | Frank Luck (GER)                                                                      | Viktor Maigurov (RUS)                                                    |
| relais 4×7,5 km résultats détaillés   | Norvège Frode Andresen Ole Einar Bjørndalen Egil Gjelland Halvard Hanevold | Allemagne Sven Fischer Ricco Groß Frank Luck Peter Sendel                             | France Vincent Defrasne Gilles Marguet Raphaël Poirée Julien Robert      |
| Femmes                                |                                                                            |                                                                                       |                                                                          |
| 7,5 km sprint résultats détaillés     | Kati Wilhelm (GER)                                                         | Uschi Disl (GER)                                                                      | Magdalena Forsberg (SWE)                                                 |
| Poursuite 10 km résultats détaillés   | Olga Pyleva (RUS)                                                          | Kati Wilhelm (GER)                                                                    | Irina Nikoultchina (BUL)                                                 |
| 15 km individuel résultats détaillés  | Andrea Henkel (GER)                                                        | Liv Grete Skjelbreid (NOR)                                                            | Magdalena Forsberg (SWE)                                                 |
| relais 4×7,5 km résultats détaillés   | Allemagne Katrin Apel Uschi Disl Andrea Henkel Kati Wilhelm                | Norvège Gunn Margit Andreassen Ann Elen Skjelbreid Liv Grete Skjelbreid Linda Tjørhom | Russie Albina Akhatova Svetlana Ishmouratova Galina Koukleva Olga Pyleva |

## Bobsleigh
| Épreuves                         | Or                                                            | Argent                                                            | Bronze                                                  |
| -------------------------------- | ------------------------------------------------------------- | ----------------------------------------------------------------- | ------------------------------------------------------- |
| Hommes                           |                                                               |                                                                   |                                                         |
| Bob à deux résultats détaillés   | Allemagne Christoph Langen Markus Zimmerman                   | Suisse Steve Anderhub Christian Reich                             | Suisse Martin Annen Beat Hefti                          |
| Bob à quatre résultats détaillés | Allemagne Carsten Embach Enrico Kuehn Kevin Kuske Andre Lange | États-Unis Todd Hays Garrett Hines Randy Jones Bill Schuffenhauer | États-Unis Mike Kohn Doug Sharp Brian Shimer Dan Steele |
| Femmes                           |                                                               |                                                                   |                                                         |
| Bob à deux résultats détaillés   | États-Unis Jill Bakken Vonetta Flowers                        | Allemagne Ulrike Holzner Sandra Prokoff                           | Allemagne Susi Erdmann Nicole Herschmann                |

## Combiné nordique
| Épreuves                       | Or                                                                | Argent                                                                 | Bronze                                                                |
| ------------------------------ | ----------------------------------------------------------------- | ---------------------------------------------------------------------- | --------------------------------------------------------------------- |
| Hommes                         |                                                                   |                                                                        |                                                                       |
| Individuel résultats détaillés | Samppa Lajunen (FIN)                                              | Jaakko Tallus (FIN)                                                    | Felix Gottwald (AUT)                                                  |
| Sprint résultats détaillés     | Samppa Lajunen (FIN)                                              | Ronny Ackermann (GER)                                                  | Felix Gottwald (AUT)                                                  |
| Par équipe résultats détaillés | Finlande Samppa Lajunen Hannu Manninen Jari Mantila Jaakko Tallus | Allemagne Ronny Ackermann Georg Hettich Marcel Höhlig Björn Kircheisen | Autriche Christoph Bieler Felix Gottwald Michael Gruber Mario Stecher |

## Curling
| Épreuves                             | Or                                                                                      | Argent                                                                          | Bronze                                                                                    |
| ------------------------------------ | --------------------------------------------------------------------------------------- | ------------------------------------------------------------------------------- | ----------------------------------------------------------------------------------------- |
| Tournoi masculin résultats détaillés | Norvège Flemming Davanger Torger Nergård Bent Ånund Ramsfjell Pål Trulsen Lars Vågberg  | Canada Don Bartlett Kevin Martin Carter Rycroft Ken Tralnberg Don Walchuk       | Suisse Markus Eggler Damian Grichting Marco Ramstein Andreas Schwaller Christof Schwaller |
| Tournoi féminin résultats détaillés  | Grande-Bretagne Deborah Knox Fiona MacDonald Rhona Martin Margaret Morton Janice Rankin | Suisse Laurence Bidaud Luzia Ebnöther Tanya Frei Mirjam Ott Nadia Röthlisberger | Canada Kelley Law Diane Nelson Cheryl Noble Julie Skinner Georgina Wheatcroft             |

## Hockey sur glace
| Épreuves                             | Or | Argent | Bronze |
| ------------------------------------ | --- | --- | --- |
| Tournoi masculin résultats détaillés | Canada Ed Belfour Rob Blake Eric Brewer Martin Brodeur Theoren Fleury Adam Foote Simon Gagné Jarome Iginla Curtis Joseph Ed Jovanovski Paul Kariya Mario Lemieux Eric Lindros Al MacInnis Scott Niedermayer Joe Nieuwendyk Owen Nolan Mike Peca Chris Pronger Joe Sakic Brendan Shanahan Ryan Smyth Steve Yzerman                 | États-Unis Tony Amonte Tom Barrasso Chris Chelios Adam Deadmarsh Chris Drury Mike Dunham Bill Guerin Phil Housley Brett Hull John Leclair Brian Leetch Aaron Miller Mike Modano Tom Poti Brian Rafalski Mike Richter Jeremy Roenick Brian Rolston Gary Suter Keith Tkachuk Doug Weight Mike York Scott Young | Russie Maksim Afinoguenov Pavel Boure Valeri Boure Ilia Bryzgalov Pavel Datsiouk Sergueï Fiodorov Sergueï Gontchar Alekseï Iachine Alekseï Jamnov Darius Kasparaitis Nikolaï Khabibouline Alekseï Kovaliov Ilia Kovaltchouk Igor Kravtchouk Oleg Kvacha Igor Larionov Vladimir Malakhov Daniil Markov Boris Mironov Andreï Nikolichine Sergueï Samsonov Iegor Podomatski Oleg Tverdovski |
| Tournoi féminin résultats détaillés  | Canada Dana Antal Kelly Bechard Jennifer Botterill Thérèse Brisson Cassie Campbell Isabelle Chartrand Lori Dupuis Danielle Goyette Geraldine Heaney Jayna Hefford Becky Kellar Caroline Ouellette Sami Jo Small Cherie Piper Cheryl Pounder Kim St-Pierre Tammy Lee Shewchuk Colleen Sostorics Vicky Sunohara Hayley Wickenheiser | États-Unis Chris Bailey Laurie Baker Karyn Bye Julie Chu Natalie Darwitz Sara DeCosta-Hayes Tricia Dunn Cammi Granato Courtney Kennedy Andrea Kilbourne Katie King Shelley Looney Sue Merz Allison Mleczko Tara Mounsey Jenny Potter Angela Ruggiero Sarah Tueting Lyndsay Wall Krissy Wendell               | Suède Annica Åhlén Lotta Almblad Anna Andersson Gunilla Andersson Emelie Berggren Kristina Bergstrand Ann-Louise Edstrand Joa Elfsberg Erika Holst Nanna Jansson Maria Larsson Ylva Lindberg Ulrica Lindström Kim Martin Josefin Pettersson Maria Rooth Danijela Rundqvist Evelina Samuelsson Therese Sjölander Anna Vikman                                                              |

## Luge
| Épreuves                   | Or                                       | Argent                                 | Bronze                            |
| -------------------------- | ---------------------------------------- | -------------------------------------- | --------------------------------- |
| Hommes                     |                                          |                                        |                                   |
| Simple résultats détaillés | Armin Zöggeler (ITA)                     | Georg Hackl (GER)                      | Markus Prock (AUT)                |
| Double résultats détaillés | Allemagne Patric Leitner Alexander Resch | États-Unis Mark Grimmette Brian Martin | États-Unis Clay Ives Chris Thorpe |
| Femmes                     |                                          |                                        |                                   |
| Simple résultats détaillés | Sylke Otto (GER)                         | Barbara Niedernhuber (GER)             | Silke Kraushaar (GER)             |

## Patinage artistique
| Épreuves                       | Or                                                                          | Argent                                 | Bronze                                       |
| ------------------------------ | --------------------------------------------------------------------------- | -------------------------------------- | -------------------------------------------- |
| Hommes                         |                                                                             |                                        |                                              |
| Individuel résultats détaillés | Aleksey Yagudin (RUS)                                                       | Evgeni Plushenko (RUS)                 | Timothy Goebel (USA)                         |
| Femmes                         |                                                                             |                                        |                                              |
| Individuel résultats détaillés | Sarah Hughes (USA)                                                          | Irina Sloutskaïa (RUS)                 | Michelle Kwan (USA)                          |
| Mixte                          |                                                                             |                                        |                                              |
| Couples résultats détaillés    | Canada Jamie Salé David Pelletier Russie Elena Berejnaïa Anton Sikharulidze | -                                      | Chine Xue Shen Hongbo Zhao                   |
| Danse résultats détaillés      | France Marina Anissina Gwendal Peizerat                                     | Russie Irina Lobatcheva Ilia Averboukh | Italie Barbara Fusar Poli Maurizio Margaglio |

## Patinage de vitesse
| Épreuves                     | Or                        | Argent                          | Bronze                   |
| ---------------------------- | ------------------------- | ------------------------------- | ------------------------ |
| Hommes                       |                           |                                 |                          |
| 500 m résultats détaillés    | Casey FitzRandolph (USA)  | Hiroyasu Shimizu (JPN)          | Kip Carpenter (USA)      |
| 1 000 m résultats détaillés  | Gerard van Velde (NED)    | Jan Bos (NED)                   | Joey Cheek (USA)         |
| 1 500 m résultats détaillés  | Derek Parra (USA)         | Jochem Uytdehaage (NED)         | Ådne Søndrål (NOR)       |
| 5 000 m résultats détaillés  | Jochem Uytdehaage (NED)   | Derek Parra (USA)               | Jens Boden (GER)         |
| 10 000 m résultats détaillés | Jochem Uytdehaage (NED)   | Gianni Romme (NED)              | Lasse Sætre (NOR)        |
| Femmes                       |                           |                                 |                          |
| 500 m résultats détaillés    | Catriona LeMay Doan (CAN) | Monique Enfeldt-Garbrecht (GER) | Sabine Völker (GER)      |
| 1 000 m résultats détaillés  | Christine Witty (USA)     | Sabine Völker (GER)             | Jennifer Rodriguez (USA) |
| 1 500 m résultats détaillés  | Anni Friesinger (GER)     | Sabine Völker (GER)             | Jennifer Rodriguez (USA) |
| 3 000 m résultats détaillés  | Claudia Pechstein (GER)   | Renate Groenewold (NED)         | Cindy Klassen (CAN)      |
| 5 000 m résultats détaillés  | Claudia Pechstein (GER)   | Gretha Smit (NED)               | Clara Hughes (CAN)       |

## Patinage de vitesse sur piste courte
| Épreuves                          | Or                                                                                         | Argent                                                                                    | Bronze                                                                                 |
| --------------------------------- | ------------------------------------------------------------------------------------------ | ----------------------------------------------------------------------------------------- | -------------------------------------------------------------------------------------- |
| Hommes                            |                                                                                            |                                                                                           |                                                                                        |
| 500 m résultats détaillés         | Marc Gagnon (CAN)                                                                          | Jonathan Guilmette (CAN)                                                                  | Rusty Smith (USA)                                                                      |
| 1 000 m résultats détaillés       | Steven Bradbury (AUS)                                                                      | Apolo Anton Ohno (USA)                                                                    | Mathieu Turcotte (CAN)                                                                 |
| 1 500 m résultats détaillés       | Apolo Anton Ohno (USA)                                                                     | Li Jiajun (CHN)                                                                           | Marc Gagnon (CAN)                                                                      |
| relais 5000 m résultats détaillés | Canada Éric Bédard Marc Gagnon Jonathan Guilmette François-Louis Tremblay Mathieu Turcotte | Italie Michele Antonioli Maurizio Carnino Fabio Carta Nicola Franceschina Nicola Rodigari | Chine Yulong An Kai Feng Guo Wei Jiajun Li Ye Li                                       |
| Femmes                            |                                                                                            |                                                                                           |                                                                                        |
| 500 m résultats détaillés         | Yang Yang (A) (CHN)                                                                        | Evgenia Radanova (BUL)                                                                    | Wang Chunlu (CHN)                                                                      |
| 1 000 m résultats détaillés       | Yang Yang (A) (CHN)                                                                        | Ko Gi-hyun (KOR)                                                                          | Yang Yang (S) (CHN)                                                                    |
| 1 500 m résultats détaillés       | Ko Gi-hyun (KOR)                                                                           | Choi Eun-kyung (KOR)                                                                      | Evgenia Radanova (BUL)                                                                 |
| relais 3000 m résultats détaillés | Corée du Sud Choi Eun-kyung Choi Min-kyung Joo Min-Jin Park Hye-Won                        | Chine Sun Dandan Chunlu Wang Yang Yang (A) Yang Yang (S)                                  | Canada Isabelle Charest Marie-Eve Drolet Amélie Goulet-Nadon Alanna Kraus Tania Vicent |

## Saut à ski
| Épreuves                           | Or                                                                    | Argent                                                                       | Bronze                                                         |
| ---------------------------------- | --------------------------------------------------------------------- | ---------------------------------------------------------------------------- | -------------------------------------------------------------- |
| Hommes                             |                                                                       |                                                                              |                                                                |
| Petit tremplin résultats détaillés | Simon Ammann (SUI)                                                    | Sven Hannawald (GER)                                                         | Adam Małysz (POL)                                              |
| Grand tremplin résultats détaillés | Simon Ammann (SUI)                                                    | Adam Małysz (POL)                                                            | Matti Hautamäki (FIN)                                          |
| Par équipe résultats détaillés     | Allemagne Sven Hannawald Stephan Hocke Martin Schmitt Michael Uhrmann | Finlande Janne Ahonen Matti Hautamäki Risto Jussilainen Veli-Matti Lindström | Slovénie Damjan Fras Robert Kranjec Primož Peterka Peter Zonta |

## Skeleton
| Épreuves                   | Or                 | Argent                | Bronze              |
| -------------------------- | ------------------ | --------------------- | ------------------- |
| Hommes résultats détaillés | Jim Shea (USA)     | Martin Rettl (AUT)    | Gregor Stähli (SUI) |
| Femmes résultats détaillés | Tristan Gale (USA) | Lea Ann Parsley (USA) | Alex Coomber (GBR)  |

## Ski acrobatique
| Épreuves                   | Or                  | Argent                 | Bronze               |
| -------------------------- | ------------------- | ---------------------- | -------------------- |
| Hommes                     |                     |                        |                      |
| Bosses résultats détaillés | Janne Lahtela (FIN) | Travis Mayer (USA)     | Richard Gay (FRA)    |
| Saut résultats détaillés   | Aleš Valenta (CZE)  | Joe Pack (USA)         | Alexei Grishin (BLR) |
| Femmes                     |                     |                        |                      |
| Bosses résultats détaillés | Kari Traa (NOR)     | Shannon Bahrke (USA)   | Tae Satoya (JPN)     |
| Saut résultats détaillés   | Alisa Camplin (AUS) | Veronica Brenner (CAN) | Deidra Dionne (CAN)  |

## Ski alpin
| Épreuves                     | Or                        | Argent                   | Bronze                   |
| ---------------------------- | ------------------------- | ------------------------ | ------------------------ |
| Hommes                       |                           |                          |                          |
| Descente résultats détaillés | Fritz Strobl (AUT)        | Lasse Kjus (NOR)         | Stephan Eberharter (AUT) |
| Super-G résultats détaillés  | Kjetil André Aamodt (NOR) | Stephan Eberharter (AUT) | Andreas Schifferer (AUT) |
| Géant résultats détaillés    | Stephan Eberharter (AUT)  | Bode Miller (USA)        | Lasse Kjus (NOR)         |
| Slalom résultats détaillés   | Jean-Pierre Vidal (FRA)   | Sébastien Amiez (FRA)    | Benjamin Raich (AUT)     |
| Combiné résultats détaillés  | Kjetil André Aamodt (NOR) | Bode Miller (USA)        | Benjamin Raich (AUT)     |
| Femmes                       |                           |                          |                          |
| Descente résultats détaillés | Carole Montillet (FRA)    | Isolde Kostner (ITA)     | Renate Götschl (AUT)     |
| Super-G résultats détaillés  | Daniela Ceccarelli (ITA)  | Janica Kostelić (CRO)    | Karen Putzer (ITA)       |
| Géant résultats détaillés    | Janica Kostelić (CRO)     | Anja Pärson (SWE)        | Sonja Nef (SUI)          |
| Slalom résultats détaillés   | Janica Kostelić (CRO)     | Laure Pequegnot (FRA)    | Anja Pärson (SWE)        |
| Combiné résultats détaillés  | Janica Kostelić (CRO)     | Renate Götschl (AUT)     | Martina Ertl-Renz (GER)  |

## Ski de fond
| Épreuves                             | Or                                                                          | Argent                                                                 | Bronze                                                                                  |
| ------------------------------------ | --------------------------------------------------------------------------- | ---------------------------------------------------------------------- | --------------------------------------------------------------------------------------- |
| Hommes                               |                                                                             |                                                                        |                                                                                         |
| 15 km classique résultats détaillés  | Andrus Veerpalu (EST)                                                       | Frode Estil (NOR)                                                      | Jaak Mae (EST)                                                                          |
| Poursuite 20 km résultats détaillés  | Johann Mühlegg (ESP) Thomas Alsgaard (NOR) Frode Estil (NOR)                | -                                                                      | Per Elofsson (SWE)                                                                      |
| 30 km libre résultats détaillés      | Johann Mühlegg (ESP) Christian Hoffmann (AUT)                               | Mikhail Botvinov (AUT)                                                 | Kristen Skjeldal (NOR)                                                                  |
| 50 km classique résultats détaillés  | Mikhaïl Ivanov (RUS)                                                        | Andrus Veerpalu (EST)                                                  | Odd-Bjørn Hjelmeset (EST)                                                               |
| 1,5 km sprint résultats détaillés    | Tor Arne Hetland (NOR)                                                      | Peter Schlickenrieder (GER)                                            | Cristian Zorzi (ITA)                                                                    |
| Relais 4 × 10 km résultats détaillés | Norvège Thomas Alsgaard Anders Aukland Frode Estil Kristen Skjeldal         | Italie Pietro Piller Cottrer Giorgio Di Centa Fabio Maj Cristian Zorzi | Allemagne Tobias Angerer Jens Filbrich Andreas Schlütter René Sommerfeldt               |
| Femmes                               |                                                                             |                                                                        |                                                                                         |
| 10 km classique résultats détaillés  | Bente Skari (NOR)                                                           | Olga Danilova (RUS) Larisa Lazutina (RUS) Julija Tchepalova (RUS)      | Stefania Belmondo (ITA)                                                                 |
| Poursuite 10 km résultats détaillés  | Olga Danilova (RUS) Beckie Scott (CAN)                                      | Kateřina Neumannová (CZE)                                              | Viola Bauer (GER)                                                                       |
| 30 km classique résultats détaillés  | Gabriella Paruzzi (ITA)                                                     | Stefania Belmondo (ITA)                                                | Bente Skari (NOR)                                                                       |
| 15 km libre résultats détaillés      | Stefania Belmondo (ITA)                                                     | Larisa Lazutina (RUS) Kateřina Neumannová (CZE)                        | Julija Tchepalova (RUS)                                                                 |
| 1,5 km sprint résultats détaillés    | Julija Tchepalova (RUS)                                                     | Evi Sachenbacher Stehle (GER)                                          | Anita Moen (NOR)                                                                        |
| Relais 4 × 5 km résultats détaillés  | Allemagne Viola Bauer Manuela Henkel Claudia Künzel Evi Sachenbacher Stehle | Norvège Marit Bjørgen Anita Moen Hilde Pedersen Bente Skari            | Suisse Brigitte Albrecht Loretan Natascia Leonardi Cortesi Andrea Huber Laurence Rochat |

## Snowboard
| Épreuves                         | Or                   | Argent                    | Bronze                  |
| -------------------------------- | -------------------- | ------------------------- | ----------------------- |
| Hommes                           |                      |                           |                         |
| Half-pipe résultats détaillés    | Ross Powers (USA)    | Danny Kass (USA)          | Jarret Thomas (USA)     |
| Slalom géant résultats détaillés | Philipp Schoch (SUI) | Richard Richardsson (SWE) | Chris Klug (USA)        |
| Femmes                           |                      |                           |                         |
| Half-pipe résultats détaillés    | Kelly Clark (USA)    | Doriane Vidal (FRA)       | Fabienne Reuteler (SUI) |
| Slalom géant résultats détaillés | Isabelle Blanc (FRA) | Karine Ruby (FRA)         | Lidia Trettel (ITA)     |

## Athlètes les plus médaillés
| Rang | Athlète                    | Sport                                | Médaille d'or, Jeux olympiques | Médaille d'argent, Jeux olympiques | Médaille de bronze, Jeux olympiques | Total |
| ---- | -------------------------- | ------------------------------------ | ------------------------------ | ---------------------------------- | ----------------------------------- | ----- |
| 1    | Ole Einar Bjørndalen (NOR) | Biathlon                             | 4                              | 0                                  | 0                                   | 4     |
| 2    | Janica Kostelić (CRO)      | Ski alpin                            | 3                              | 1                                  | 0                                   | 4     |
| 3    | Samppa Lajunen (FIN)       | Combiné nordique                     | 3                              | 0                                  | 0                                   | 3     |
| 4    | Frode Estil (NOR)          | Ski de fond                          | 2                              | 1                                  | 0                                   | 3     |
| 4    | Marc Gagnon (CAN)          | Patinage de vitesse sur piste courte | 2                              | 1                                  | 0                                   | 3     |
| 4    | Jochem Uytdehaage (NED)    | Patinage de vitesse                  | 2                              | 1                                  | 0                                   | 3     |
| 4    | Kati Wilhelm (GER)         | Biathlon                             | 2                              | 1                                  | 0                                   | 3     |
| 7    | Kjetil André Aamodt (NOR)  | Ski alpin                            | 2                              | 0                                  | 0                                   | 2     |
| 7    | Thomas Alsgaard (NOR)      | Ski de fond                          | 2                              | 0                                  | 0                                   | 2     |
| 7    | Simon Ammann (SUI)         | Saut à ski                           | 2                              | 0                                  | 0                                   | 2     |
| 7    | Andrea Henkel (GER)        | Biathlon                             | 2                              | 0                                  | 0                                   | 2     |
| 7    | Claudia Pechstein (GER)    | Patinage de vitesse                  | 2                              | 0                                  | 0                                   | 2     |
| 7    | Yang Yang (A) (CHN)        | Patinage de vitesse sur piste courte | 2                              | 0                                  | 0                                   | 2     |